# Axinandra
Axinandra, rod drveća iz porodice Crypteroniaceae dio reda mirtolike. Postoje 4 priznate vrste iz zapadne Malezije (Malajski poluotok, Borneo) i Šri Lanke

## Vrste
1. Axinandra alata Baill.
2. Axinandra beccariana Baill.
3. Axinandra coriacea Baill.
4. Axinandra zeylanica Thwaites

## Sinonimi
- Naxiandra (Baill.) Krasser in H.G.A.Engler & K.A.E.Prantl, Nat. Pflanzenfam. 3(7): 197 (1893)